# Voix de l'Arménie
Cet article concerne la station de radio. Pour le journal La Voix de l'Arménie, voir Golos Armenii.
La Voix de l'Arménie est une station de radio à diffusion internationale de l'État arménien. Le 30 septembre 2006, elle cesse d'émettre en ondes courtes à destination de l'Europe et de l'Amérique. Elle diffuse actuellement par internet. Elle émet en plusieurs langues dont l'anglais, le français, l'allemand, l'espagnol, le russe, le géorgien, l'arabe, le turc, le persan, et l'azéri.